# ۲-کلرو-۹٬۱۰-بیس(فنیل اتینیل)انتراسن
۲-کلرو-۹٬۱۰-بیس(فنیل اتینیل)انتراسن  (به انگلیسی: 2-Chloro-9,10-bis(phenylethynyl)anthracene) با فرمول شیمیایی C30H17Cl یک ترکیب شیمیایی با شناسه پاب‌کم 79182 است که جرم مولی آن ۴۱۲٫۹۱ گرم بر مول می‌باشد. 